# Robert Kerr
Robert Kerr (Roxburghshire, Escocia; 1755 – Edimburgo, Escocia; 11 de octubre de 1813) fue un naturalista y traductor escocés.
Hijo de James Kerr, un joyero, estudió Medicina en la Universidad de Edimburgo. En esa ciudad, ejerció como cirujano en el Edinburgh Foundling Hospital. Tradujo al inglés varias obras científicas, como el Traité Elémentaire de Chimie de Antoine Lavoisier, en 1789. En 1792 publicó The Animal Kingdom (El Reino Animal), primero de dos volúmenes de una traducción de los cuatro tomos del "Systema Naturae" de Linneo. A pesar de que nunca publicó los dos volúmenes restantes, su obra es habitualmente citada como fuente taxonómica para una gran cantidad de especies.
Tradujo , en 1789, un trabajo de Berthollet sobre el hipoclorito de sodio, y entre 1793 y 1800 la "Historie Naturelle des Quadrupèdes Ovipares et des Serpens" (Historia Natural de los Cuadrúpedos Ovíparos y las Serpientes), de Lacépède (parte de la gigantesca "Historia Natural" de Buffon).
En 1794 abandonó la cirugía para dirigir una fábrica de papel en Ayton, Berwickshire, emprendimiento en el que perdería la mayor parte de su fortuna. Acuciado por la necesidad económica, intentará nuevamente prosperar como escritor a partir de 1809, publicando varias obras menores como "General View of the Agriculture of Berwickshire" (Visión General de la Agricultura de Berwickshire) y, en 1811, una "History of Scotland during the reign of Robert Bruce" (Historia de Escocia durante el Reinado de Robert Bruce).
Su último trabajo fue una traducción de "Recherches sur les ossements fossiles de quadrupedes" (Investigaciones sobre las Osamentas Fósiles de Cuadrúpedos) de Cuvier, que fue publicada en 1815, después de la muerte de Kerr, bajo el título de Essays on the Theory of the Earth.
Entre sus obras se incluye un monumental estudio histórico en dieciocho volúmenes, titulado A General History and Collection of Voyages and Travels - Arranged in Systematic Order: Forming a Complete History of the Origin and Progress of Navigation, Discovery, and Commerce, by Sea and Land, from the Earliest Ages to the Present Time. Kerr comenzó esta serie en 1811, dedicándola a Sir Alexander Cochrane. Los últimos volúmenes se publicaron póstumamente, durante la década de 1820.

## Abreviatura (zoología)
La abreviatura Kerr  se emplea para indicar a Robert Kerr como autoridad en la descripción y taxonomía en zoología.